# PLY
PLY（ぷらい）は、東芝および東芝モバイルコミュニケーション社（現・FCNT）によって開発された、auブランドを展開するKDDIおよび沖縄セルラー電話のCDMA 1X WIN（現・au 3G）対応音声用端末である。製造型番はTSX04（てぃーえすえっくす ぜろよん）。

## 概要
iidaブランドの第4弾にあたる音声用端末。本来はau design projectの一環として2008年に開催された「PLY -ケータイの層-」に出展されたもの（6層であったが、製品に当たりアレンジの過程で5層に減小）を商品化したものであり、デザインはプロダクトデザイナー、並びにアートディレクターの神原秀夫が担当している。なお、本機が使用できる主要サービスと機能に関してはカメラ用CMOSセンサーの画素数の若干の違いやBluetoothおよびIPX5/IPX7等級の防水機能などに対応しないという点を除き、同社製で後発機種のT003（TS003）にやや準拠している。
ちなみに、KCP+に対応した同社製の音声用端末としてはこの機種よりオープンアプリプレイヤーの搭載が廃止され、更に同社が手掛ける（東芝モバイルコミュニケーション社名義としての）スマートフォンを含む音声通話用端末としては最後に日本国内で製造された機種となった。

## 歴史
- 2009年8月14日 - 連邦通信委員会（FCC）を通過。
- 2009年9月9日 - KDDIより公式発表。
- 2009年9月17日 - 全国にて一斉発売。
- 2010年9月 - ぷりペイド専用端末として提供開始。
- 2011年1月 - 沖縄地区を除き販売終了。
- 2011年4月 - 沖縄地区にて販売終了。
- 2012年7月22日 - L800MHz（旧800MHz帯・CDMA Banclass 3）帯エリアによる音声・通信サービスの停波によりそれ以降はN800MHz（新800MHz帯・CDMA Bandclass 0 Subclass 2）帯エリアおよび2GHz（CDMA Bandclass 6）帯エリアの各音声・通信サービスで利用する事となる。
- 2022年3月31日 - CDMA 1X WIN（au 3G）サービスの終了・停波により利用不可。

## 主な機能・サービス
- 覗き見防止
- ダウンロードフォント
- 電子辞書
- カスタマイズキー
- au one メール

| 主な対応サービス                                                                                            | 主な対応サービス                                                 | 主な対応サービス                                                                 | 主な対応サービス                                              |
| --- | ---------------------------------------------------------------- | -------------------------------------------------------------------------------- | ------------------------------------------------------------- |
| LISMO! (着うたフル) (着うたフルプラス) (LISMOビデオクリップ) (LISMO Video) (LISMO Book)                     | EZケータイアレンジ                                               | バーコードリーダー&メーカー                                                      | PCサイトビューアー ※2016年3月31日サービス終了                 |
| au BOX | ワイヤレスミュージック                                           | au Smart Sports Run & Walk Karada Manager ゴルフ フイットネス カロリーカウンター | EZナビウォーク                                                |
| EZ助手席ナビ                                                                                                | 安心ナビ                                                         | 災害時ナビ                                                                       | ナカチェン                                                    |
| EZアプリ FullGame! Bluetooth対戦 ※2016年現在サービス終了済                                                  | EZアプリ(BREW) ※2018年3月31日サービス終了                        | オープンアプリプレイヤー                                                         | PCドキュメントビューアー                                      |
| EZケータイアレンジ アレンジメニュー                                                                         | au oneガジェット マルチプレイウィンドウ クイックアクセスメニュー | じぶん銀行アプリ                                                                 | EZ・FM                                                        |
| EZチャンネル EZチャンネルプラス EZニュースフラッシュ EZニュースEX ※いずれも2019年12月16日までにサービス終了 | Touch Message                                                    | EZFeliCa                                                                         | ケータイ de PCメール ※2018年3月31日サービス終了               |
| デコレーションメール                                                                                        | デコレーションアニメ                                             | 緊急地震速報                                                                     | 緊急通報位置通知                                              |
| EZテレビ（ワンセグ）                                                                                        | グローバルパスポート (CDMA) ※2018年3月31日サービス終了           | 赤外線通信 (IrDA)                                                                | Bluetooth auフェムトセル (別途、ケータイアップデートにて対応) |

## 不具合および新機能の追加
2010年6月24日に以下の新機能の追加がケータイアップデートにより行われた。
- 宅内用小型基地局「auフェムトセル」に対応した。

## 補足
CM及びiida calling2の着歌作成サービス用楽曲は、capsuleの「Hello」である(『PLAYER』に収録)。またiida calling2の着歌音声は、こしじまとしこ（capsule）のデモ音声を除き男女共にVOCALOIDが使用されている。

## 注
1. ↑  Class2以上を推奨
2. ↑  ただし法人向けのE08Tは除く。
3. ↑  日本国内製に戻ったのは富士通東芝（現・FCNT）となったT007以降で、それは元々富士通として日本国内で製造しているため。
4. ↑  “EZチャンネル”.   au. 2019年6月20日閲覧。
5. ↑  “ケータイ de PCメール”.   au. 2019年6月20日閲覧。
6. ↑  
ケータイアップデートのお知らせKDDI 2010年6月24日